# The Passion Flower
The Passion Flower é um filme de drama dos Estados Unidos dirigido por Herbert Brenon e lançado em 1921.